# يان يانسن
يان يانسن (بالهولندية: Jan Jansen)‏ (و. 1945  م) هو دراج، ودراج على المضمار هولندي، شارك في الألعاب الأولمبية الصيفية 1968.

## روابط خارجية
- يان يانسن على موقع أرشيف الدراجات (الإنجليزية)
- يان يانسن على موقع أوليمبيديا (الإنجليزية)